# SM U-85
SM U-85 – niemiecki okręt podwodny typu U-81 zbudowany w Friedrich Krupp Germaniawerft w Kilonii w latach 1915-1916. Wodowany 22 sierpnia 1916 roku, wszedł do służby w Cesarskiej Marynarce Wojennej 23 października 1916 roku. 15 stycznia 1917 roku został przydzielony do IV Flotylli pod dowództwem kapitana Willy Petza. U-85 w czasie dwóch patroli zatopił 4 statki nieprzyjaciela o łącznej wyporności 20 225 BRT oraz jeden uszkodził.
W czasie pierwszego patrolu u wybrzeży Norwegii U-85 zatopił norweski statek parowy „Dicax” o wyporności 923 BRT. „Dicax” płynął z Fredrikstad do Garston z ładunkiem desek. 26 stycznia 1917 około 60 mil od wyspy Ryvingen leżącą w gminie Mandal. Nikt z załogi nie zginął.
W dniach 6 i 7 lutego 1917 roku operując u południowych wybrzeży Irlandii U-85 zatopił trzy duże statki brytyjskie oraz jeden uszkodził.
Pierwszym z nich był parowiec „Cliftonian” płynący z Cadiff z ładunkiem węgla. Został zatopiony około 4,5 mili na południowy wschód od latarni morskiej Galley Head koło Rosscarbery. Tego samego dnia w okolicach Fastnet Rock U-85 storpedował parowiec „Explorer” o wyporności 7608 BRT, który został uszkodzony.
7 lutego 38 mil na południowy zachód od Fastnet Rock U-85 storpedował i zatopił transatlantyk SS „California” (wyprodukowany w 1907 roku parowiec o wyporności 8 662 BRT). Statek płynął z Nowego Jorku do Glasgow. W wyniku zatonięcia statku śmierć poniosło 41 lub 43 osób.
Tego samego dnia U-85 zatopił czwarty i ostatni statek w swojej karierze. 20 mil na zachód od Fastnet Rock U-85 storpedował i zatopił parowiec SS „Vedamore”, który podróżował z Baltimore do Liverpoolu. W wyniku zatonięcia statku śmierć poniosły 23 osoby.
12 marca 1917 roku brytyjski statek pułapka HMS „Privet” zwabił, a następnie zatopił U-85 w kanale La Manche. Nikt z załogi nie przeżył.